# Herta (Mlakar)
Leta 1966 je izšel roman Janka Mlakarja Herta.

## Zgodba
Pripovedovalec župnik pripotuje v San Remo. V cerkvi po naključju sreča starejšo gospo, ki je poznala Herto, njegovo učenko v tretjem in četrtem razredu. Pove mu, da je Herta mrtva in mu preda njen dnevnik. V nadaljevanju skozi župnikovo pripoved sledimo Hertinemu življenju.
Bila je pridno in bistro dekle. Po očetovi smrti se je z materjo iz Ljubljane preselila v Berlin, kjer je pričela trenirati balet. Kljub nevoščljivosti in tekmovalnosti med soplesalkami je med baletkami spoznala najboljšo prijateljico Ado. Spoprijateljila se tudi z Brummerjem, starejšim moškim, vendar je bilo njuno zaupno znanstvo prekinjeno, ko je moral Brummer zaradi neuspelih naložb zapustiti Berlin. Umrla je tudi njena mati, zato se je preselila k Adi. V Herto se je zaljubil Telchow. Odločila sta se za poroko, vendar do nje ni prišlo. Herta je bila namreč katoličanka, Telchow pa protestant, kar je zmotilo njegovo mater. Herta se ni  hotela spreobrniti, izvedela pa je tudi, da se zaradi verskih predpisov ne sme poročiti z njim, dokler je živa njegova bivša žena. Ta se je od njega ločila zaradi afere z baletno plesalko Marinello, ki si je Telchowa še vedno želela. Marinella je poizkušala zastrupiti Herto, vendar je namesto nje pomotoma umrla Ada. 
Herta je ostala brez moža in prijateljice, zato se je odzvala Brummerjevemu povabilu, naj se preseli k njemu v Monakovo, kjer je po odhodu iz Berlina odprl trgovino z umetninami. V novem okolju je Herta prebolela žalost po dogodkih v Berlinu, spoznala pa je tudi mladega oficirja Bracha in se z njim zaročila. Pred poroko je izbruhnila prva svetovna vojna, Brach je bil vpoklican in kmalu proglašen za pogrešanega. Obupana Herta je zbolela in odšla na okrevanje v San Remi v Italiji. Po vojni napovedi Italije Nemčiji je ostala odrezana od znancev in novic o Brachu. Bolezen je hitro napredovala in Herta je umrla.

## Kritika in literarna zgodovina
Knjiga Herta med kritiki in literarnimi zgodovinarji ni vzbudila nobene pozornosti.